# Ан дархан тойон
Ан дархан тойон („изначален важен господин/господар“) е дух-покровител на дома (домашното огнище) в якутската митология. Представян е като дребно старче със сива брада. Ан дархан тойон е един от покровителите на дома, семейството и рода, предпазвайки ги от злите духове-абааси. За да поддържат благоволението му, якутите се грижат за него ежедневно – отделят му първото парче месо, първата лъжица чорба и т.н. Ако хората не го почитат, рискуват да им изпрати незарастващи рани или да изгори семейната юрта.
Съществува вярване, че някои шамани и хора могат да говорят езика на Ан дархан тойон. В обръщенията към него се употребяват изрази като: „светла глава“, „побеляла брада“, „светъл дядо“ и други подобни.